# Clarence Seignoret
Clarence Seignoret (25 février 1919, Roseau – 5 mai 2002), est le troisième président du Commonwealth de la Dominique.

## Biographie
Seignoret fait ses études à la Dominica Grammar School et au collège de Sainte-Lucie avant de servir en tant que fonctionnaire à la Dominique en 1936. De 1958 à 1960, il enseigne à l'Université d'Oxford. Dans sa carrière dans la fonction publique, il est également premier secrétaire du Cabinet et substitut du Président.
Élu président en 1983 par le Parlement, il prête serment en octobre 1983, puis il est réélu en 1988 pour un deuxième mandat de cinq ans jusqu'en 1993.
En 1966, la reine Élisabeth II lui décerne l'ordre de l'Empire britannique dont il devient chevalier en 1985. Il est également créé chevalier du très vénérable ordre de Saint-Jean en 1992.